# ハコてん雀
『ハコてん雀』（ハコてんじゃん）は、ZyXより2000年9月29日に発売された脱衣麻雀ゲームである。

## 概要
2人打ちと4人打ちの切り替えが可能な脱衣麻雀ゲーム（ただし脱衣シーンがあるのは2人打ちの時のみ）。脱衣シーンでは同じZyXの『淫内感染』シリーズと同様に注力されたアニメーション（フルカラー・フルボイス）が表示されるほか、対戦中の相手キャラクターも様々なリアクションを取るなどの演出がなされている。勝負でゲットしたポイントを使ってアイテムを購入し、対戦中にアイテムによりイカサマ技を使うことができる。またZyX初の音声入力機能が搭載され、キーボードやマウスを使わずに音声で操作が可能。
2000年9月29日に通常版（CD-ROM版・DVD-ROM版）、ヘッドセットマイク「G-set2」同梱版（CD-ROM版・DVD-ROM版）の4種類のパッケージが発売された。2004年1月29日にはDVD-PG版『教えて3倍満 ハコてん雀 DVDPG』、2014年10月10日にはダウンロード版が発売された。

## 登場人物
（出典：）
堀田 勝美（ほった かつみ）
プロの雀士。麻雀の腕はあるが運勢は最悪。自分より強い相手を求めて主人公に挑む。
前田 ひかり（まえだ ひかり）
健康的なスポーツ女子。麻雀は嫌いだが、直情的な性格のため、主人公の挑発に乗せられて勝負する。
前田 のぞみ（まえだ のぞみ）
ひかりの姉。箱入りのお嬢様で、主人公のセールストークを素直に信じてしまい、麻雀勝負をすることになる。
藤原 美月（ふじわら みつき）
藤原神社の神主の娘。自分は巫女を務める。勝ち気な性格で、神主が彼女に秘密で通販で購入した品の代金を請求する主人公に麻雀勝負を挑む。